# Teredo navalis
O teredoportuguês brasileiro ou taredoportuguês europeu (Teredo navalis), popularmente conhecido como gusano, busano, turu ou cupim-do-mar, é um molusco xilofágico, pertencente à família Teredinidae. Como os demais membos da família, ataca as madeiras submersas.

## Descrição
O corpo do teredo é alongado e vermiforme, formando um tubo calcárico que se abre para o exterior através de um pequeno orifício difícil de se identificar, o qual foi usado para a entrada inicial do animal na madeira. Durante a vida deste animal o orifício permanece aberto, permitindo a saída de água, de excrementos e dos elementos reprodutores através de dois sifões, bem como a entrada de plâncton para alimentação. Essa abertura pode ser fechada por duas paletas calcárias, localizadas lateralmente aos sifões e accionadas por fortes músculos, impedindo a entrada de partículas ou de animais indesejáveis. Por meio de contrações do músculo adutor, o taredo faz com que os dentículos da região anterior da concha, raspem a madeira, retirando partículas que servem de alimento, sendo no entanto que o seu "gosto" pela madeira varia de acordo com o gênero a que pertencem.
A carne do teredo é comestível, e na Amazónia, principalmente na Ilha de Marajó, é consumida crua, cozida ou em sopas.
O teredo encontra-se em todos os mares, mas são mais frequentes nas águas temperadas e de baixa salinidade, pelo que o seu impacto na navegação europeia só aconteceu com os Descobrimentos e o aumento da navegação em águas tropicais. O minúsculo taredo era uma ameaça real para a navegação da época, e existem vários relatos de navios totalmente perdidos devido ao enfraquecimento do casco pela acção do taredo.
Para limitar os danos do taredo forravam-se os cascos com chapas de chumbo, contudo o peso acrescido era de tal ordem, que foram feitas experiências com outros materias. Seria o cobre a ser eleito como material de eleição, que só seria substituído no secúlo XX com o aparecimento das tintas antivegetativos